# Mirko Conte
Mirko Conte (ur. 12 sierpnia 1974 w Tradate) – włoski piłkarz, występujący podczas kariery na pozycji obrońcy.

## Kariera klubowa
Karierę piłkarską rozpoczął w Interze Mediolan w 1992. W sezonie 1993/1994 był wypożyczony do drugoligowej Venezii. W barwach nerroazurrich zadebiutował 22 sierpnia 1994 w wygranym 3-0 meczu Pucharu Włoch z Lodigiani. W Serie A zadebiutował 4 września 1994 w wygranym 2-0 meczu z Torino FC. Ostatni raz w barwach czarno-niebieskich wystąpił 4 czerwca 1995 w wygranym 2-1 meczu ligowym z Padovą. W Interze rozegrał 28 spotkań (20 w lidze, 2 w europejskich pucharach i 6 w Pucharze Włoch) oraz strzelił 6 bramek (4 w lidze i 2 w Pucharze Włoch). W latach 1995–1997 był zawodnikiem Piacenzy. Sezon 1997/1998 Conte rozpoczął w Piacenzy, potem kontynuował w SSC Napoli, by zakończyć w Vicenzy. W Vicenzy występował do 2000, w tym czasie spadając w 1999 i awansując ponownie do Serie A w 2000. W latach 2000–2004 występował w Sampdorii. Z Sampdorią awansował do Serie A. Sezon 2004/2005 rozpoczął w Messinie, by trakcie sezonu przejść do drugoligowego Arezzo. W Messinie pożegnał się z Serie A, w której w latach 1994-2004 Conte rozegrał 131 spotkań, w których zdobył bramkę. Karierę zakończył w występującym w szóstej lidze zespole Città di Castello.
| Sezon     | Klub                         | Kraj   | Rozgrywki                | Mecze | Bramki |
| --------- | ---------------------------- | ------ | ------------------------ | ----- | ------ |
| 1992/1993 | Inter Mediolan               | Włochy | Serie A                  | 0     | 0      |
| 1993/1994 | SSC Venezia                  | Włochy | Serie B                  | 30    | 1      |
| 1994/1995 | Inter Mediolan               | Włochy | Serie A                  | 20    | 0      |
| 1995/1996 | Piacenza Calcio              | Włochy | Serie A                  | 23    | 0      |
| 1996/1997 | Piacenza Calcio              | Włochy | Serie A                  | 30    | 1      |
| 1997/1998 | Piacenza Calcio              | Włochy | Serie A                  | 1     | 0      |
| 1997/1998 | SSC Napoli                   | Włochy | Serie A                  | 9     | 0      |
| 1997/1998 | Vicenza Calcio               | Włochy | Serie A                  | 10    | 0      |
| 1998/1999 | Vicenza Calcio               | Włochy | Serie A                  | 10    | 0      |
| 1999/2000 | Vicenza Calcio               | Włochy | Serie B                  | 29    | 0      |
| 2000/2001 | UC Sampdoria                 | Włochy | Serie B                  | 32    | 0      |
| 2001/2002 | UC Sampdoria                 | Włochy | Serie B                  | 32    | 1      |
| 2002/2003 | UC Sampdoria                 | Włochy | Serie B                  | 31    | 2      |
| 2003/2004 | UC Sampdoria                 | Włochy | Serie A                  | 22    | 0      |
| 2004/2005 | FC Messina                   | Włochy | Serie A                  | 6     | 0      |
| 2004/2005 | AC Arezzo                    | Włochy | Serie B                  | 17    | 0      |
| 2005/2006 | AC Arezzo                    | Włochy | Serie B                  | 37    | 0      |
| 2006/2007 | AC Arezzo                    | Włochy | Serie B                  | 33    | 0      |
| 2007/2008 | AC Arezzo                    | Włochy | Serie C1                 | 26    | 0      |
| 2008/2009 | AC Arezzo                    | Włochy | Lega Pro Prima Divisione | 13    | 0      |
| 2009/2010 | Valdelsa Football Colligiana | Włochy | Lega Pro 2ª Divisione    | 7     | 0      |
| 2010/2011 | Città di Castello            | Włochy | Eccellenza               | ?     | ?      |

## Kariera reprezentacyjna
Conte występował w reprezentacji Włoch U-17, U-18 i U-21.